# 长胜镇 (宁都县)
长胜镇，是中华人民共和国江西省赣州市宁都县下辖的一个乡镇级行政单位。

## 行政区划
长胜镇下辖以下地区：
振兴社区、窑下社区、长胜村、青树村、水枞村、中江村、大坪村、栗山村、黄岗村、大岭背村、真君堂村、赖坊村、法沙村、上南村、果子园村、旱脑村、新圩村、山车村、樟坑村、樟树村、新安村和鱼青村。

## 交通
- 319国道